# Słowacja na Letnich Igrzyskach Paraolimpijskich 2004
Słowacja na Letnich Igrzyskach Paraolimpijskich 2004 w Atenach reprezentowało 37 zawodników, 29 mężczyzn i 8 kobiet. Reprezentacja Słowacji zdobyła 12 medali, 5 złotych, 3 srebrne i 4 brązowe. Zajęli 30 miejsce w klasyfikacji medalowej.